# Bombardero

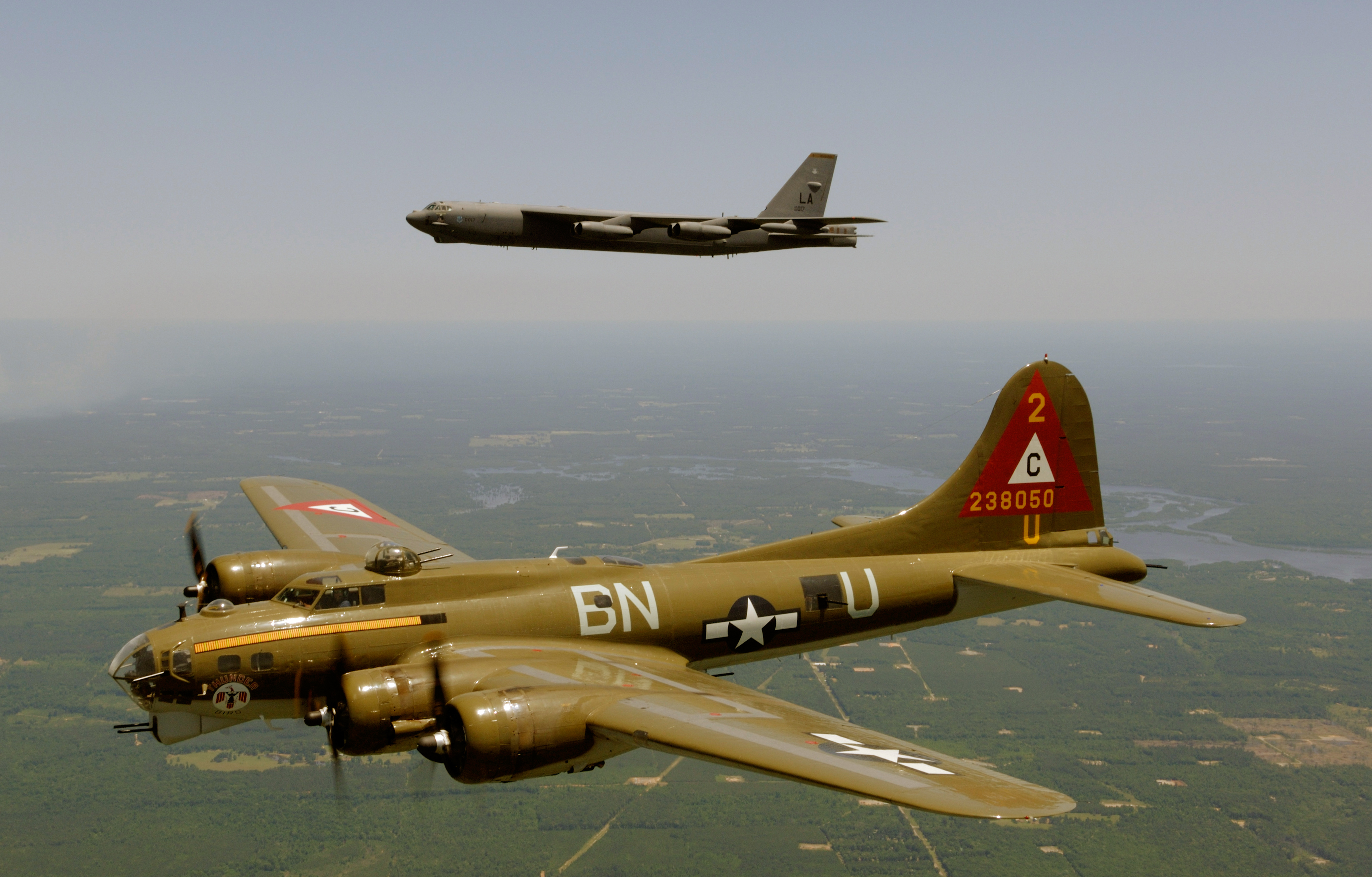
B-17 Flying Fortress (delante) y B-52 Stratofortress (detrás), dos hitos del bombardero pesado.

Un bombardero es una aeronave militar diseñada para atacar blancos enemigos situados en tierra o mar arrojando bombas sobre ellos o, más recientemente, también mediante el lanzamiento de misiles de crucero.

## Clasificación

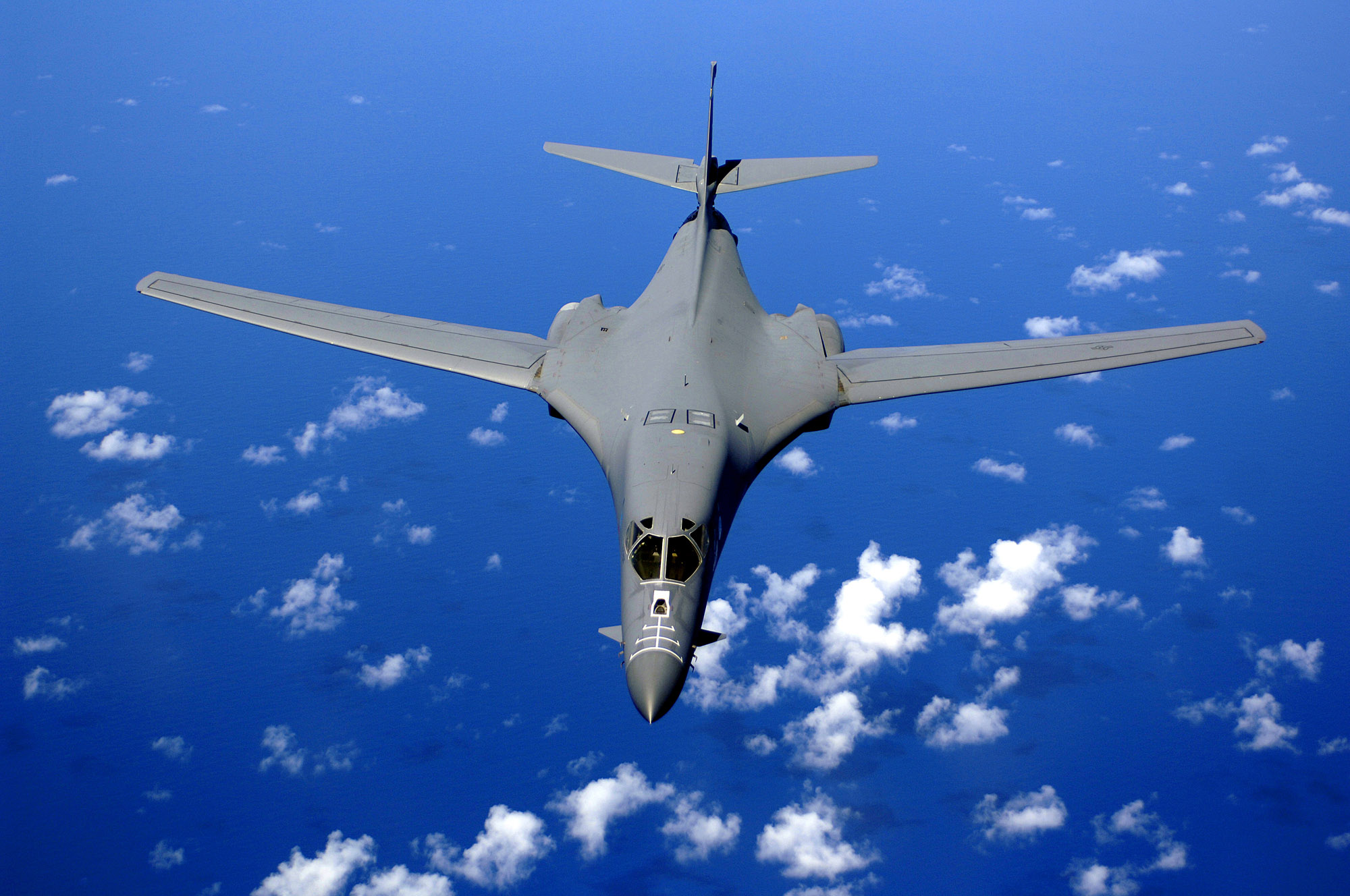
B-1B Lancer

Los bombarderos estratégicos están diseñados para llevar a cabo principalmente misiones de bombardeo de largo alcance contra blancos estratégicos como pueden ser bases de suministros, puentes, fábricas, astilleros, e incluso ciudades, con el fin de debilitar la capacidad del enemigo de continuar la guerra. Como ejemplos actuales se incluyen bombarderos que pueden ser armados con armas nucleares como los Northrop Grumman B-2 Spirit, Boeing B-52 Stratofortress, Túpolev Tu-95 y Túpolev Tu-22M; históricamente algunos de los ejemplos más importantes de este tipo de bombarderos son los Gotha G, Avro Lancaster, Boeing B-17 Flying Fortress, Consolidated B-24 Liberator, Boeing B-29 Superfortress y Túpolev Tu-16.
El bombardeo táctico, dirigido a unidades militares e instalaciones del enemigo, generalmente es asignado a aeronaves más pequeñas que operan a distancias más cortas, normalmente en coordinación con las tropas terrestres o navales. Este papel es cubierto por varios tipos de aeronaves, tan diferentes como bombarderos ligeros, bombarderos medios, bombarderos en picado, cazabombarderos, aviones de ataque a tierra y cazas polivalentes, entre otros. Como ejemplos actuales de bombarderos tácticos se pueden citar los F-15E Strike Eagle, F/A-18 Hornet, Sukhoi Su-34, Xian JH-7, Dassault Mirage 2000 o Panavia Tornado; como ejemplos históricos: Ilyushin Il-2, Junkers Ju 87, Republic P-47 Thunderbolt, Hawker Typhoon o McDonnell Douglas F-4 Phantom II.

## Historia
Los bombarderos nacieron como una forma tanto de ampliar el radio de acción de la artillería pesada como, además, su exactitud.
Las primeras aeronaves a las cuales se les otorgó el rol de bombarderos fueron los dirigibles, que a pesar de su inexactitud al bombardear objetivos, al poseer una enorme figura producían aparte de un daño material, un gran terror psicológico sobre la población.
Al inicio de la Primera Guerra Mundial, Alemania pensaba que tenía un arma ideal pero los aviones y la artillería antiaérea dieron cuenta de muchos, por lo que se abandonó la idea.
Las nacientes fuerzas aéreas de los países beligerantes, trataron entonces de reemplazar el nicho dejado por los globos, fue entonces cuando se probó el lanzamiento de granadas y afilados clavos, desde los primeros aviones de observación por el copiloto, sobre las trincheras enemigas. 
Aquí sí que hubo un cambio de estrategia, pues los aviones de observación, al ser más grandes y tener mayor capacidad, podían llevar una carga de bombas que aunque pequeña, era más eficaz, además al llevar aviones escolta de parte de los cazas de la época, con lo cual era mayor su tasa de supervivencia.
De esta manera, cuando comenzaron a aparecer los primeros aviones de observación, con diseños bimotores, causaron estragos entre las filas enemigas.

### Primera generación (1913–1927)

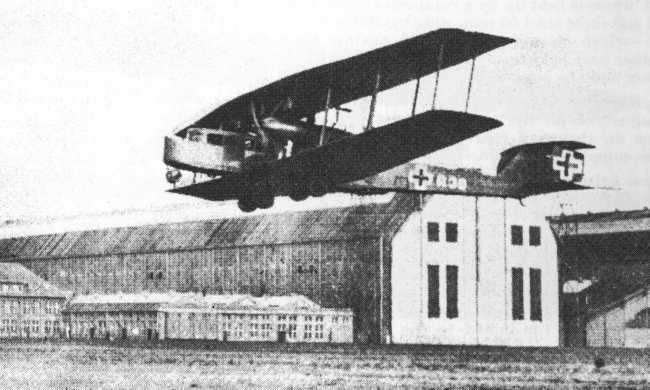
Bombardero alemán Zeppelin Staaken R.VI de la Primera Guerra Mundial.

Se caracteriza por el uso de aviones de observación para este rol, por lo cual su única misión es la de bombardeo estratégico. Desarrollo de las primeras tácticas para el uso del avión como arma de ataque a blancos en tierra.
En el periodo sucedido entre las dos guerras mundiales, la aeronáutica creció gracias a los desarrollos de los nuevos motores y de la aerodinámica, por lo cual todas las aeronaves se vieron beneficiadas, mejorando su rendimiento. El avión bombardero en sí ya tenía un puesto asegurado en las fuerzas aéreas.

### Segunda generación (1928–1946)
Se comienzan a distinguir las subclases de bombarderos, aumentan las capacidades de carga, autonomía y defensa.

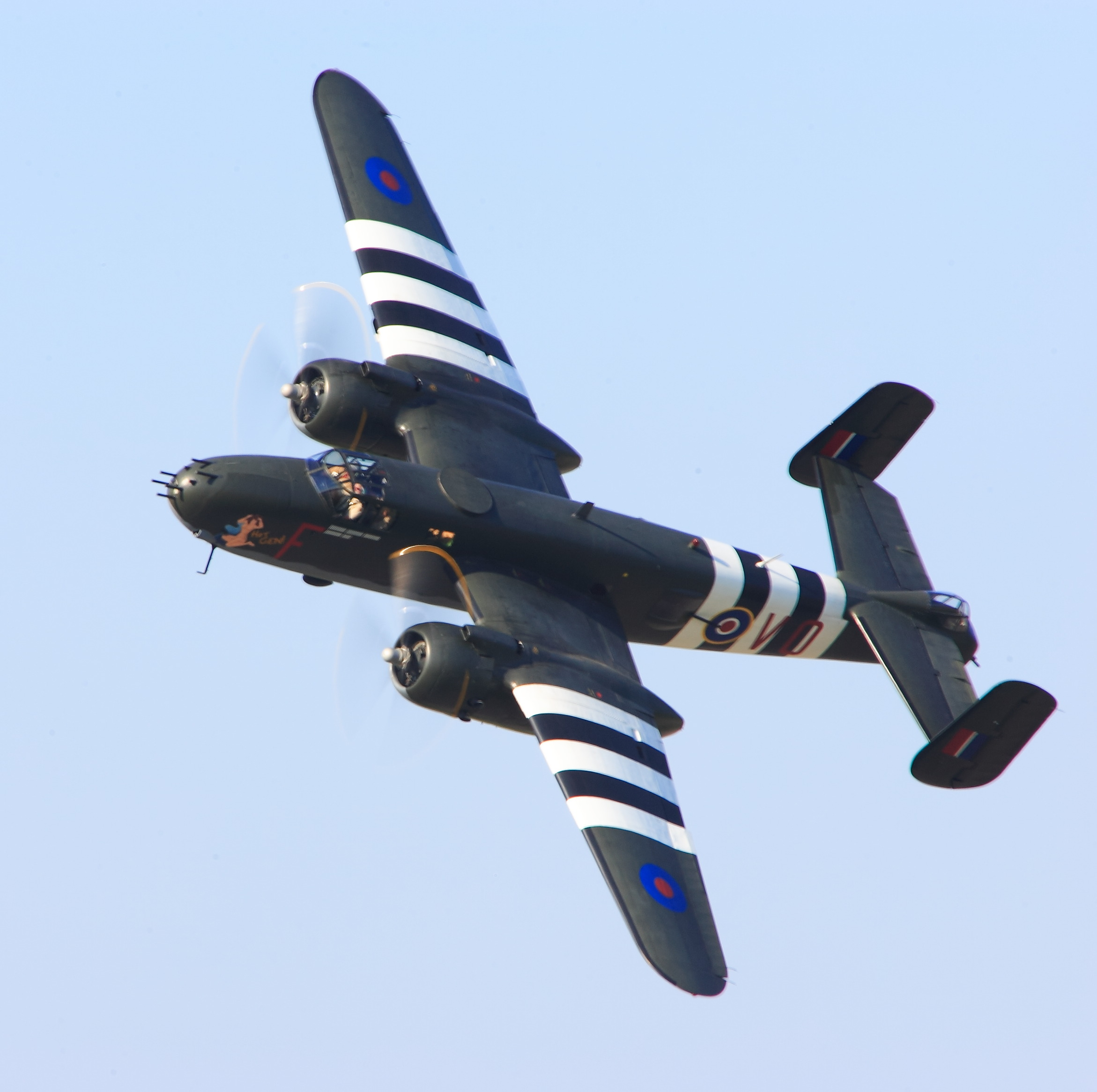
Un bombardero medio B-25 Mitchell pintado con bandas de invasión.

Bombardero pesado
Aviones de gran autonomía, tetramotores, con gran capacidad de carga y capaces de generar fuego defensivo, durante las operaciones.
Bombardero medio
Complementaban la labor de los bombarderos pesados, bimotores, atacando otras zonas menos importantes de los teatros de batalla.
Bombardero ligero
Eran aviones polivalentes monomotores o bimotores, que podían llevar bombas para realizar ataques de precisión o torpedos para atacar embarcaciones.
Bombardero en picado
Tiene la virtud de ser un avión medianamente ágil, monomotor, y que al realizar sus ataques por medio de un picado contra sus blancos, logra exponerse de manera más breve a las defensas antiaéreas, con mayor precisión.

### Tercera generación (1947–1969)
Tras el perfeccionamiento del motor a reacción y el inicio de la Guerra Fría, el bombardero sigue creciendo en cuanto a capacidad de carga, alcance y velocidad, pero las defensas activas comienzan a ser dejadas de lado. Además la capacidad de transportar armas atómicas es una opción cada vez más relevante.

### Cuarta generación (1970–actualidad)
Bombardero estratégico

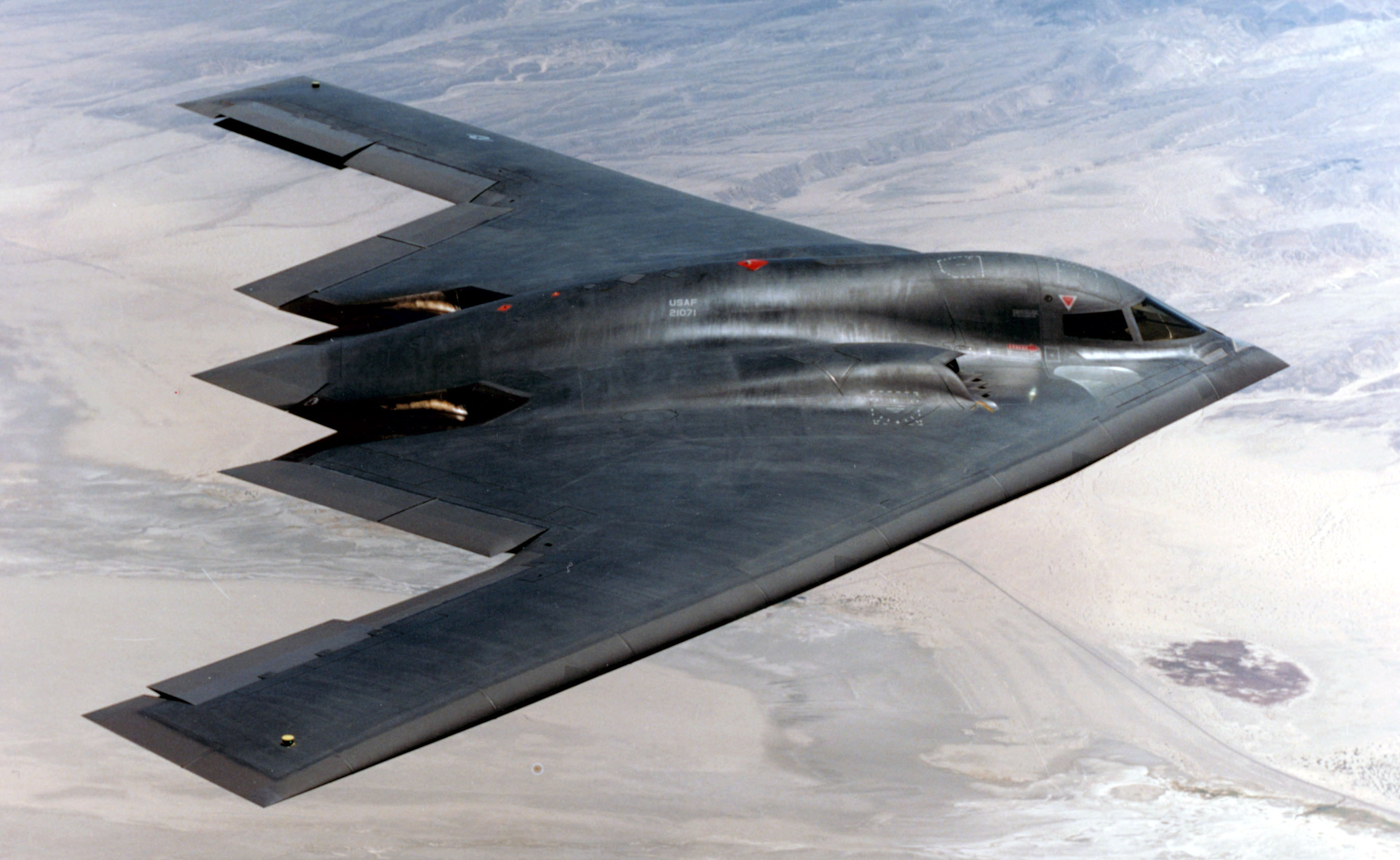
El bombardero «invisible» B-2 Spirit.

El perfeccionamiento de los misiles balísticos (ICBM) y de los misiles crucero como el misil Tomahawk que permitieron los ataques a distancia incluso con armas nucleares, además de los tratados de no proliferación de armas, llevaron a los bombarderos a transportar nuevamente armas convencionales.
Sin embargo, la gran autonomía alcanzada con motores de turbina, los hacen capaces de volar enormes distancias sin problemas para alcanzar sus objetivos, como en la guerra de Vietnam y Afganistán.
Los bombarderos estratégicos son actualmente un arma que ha llegado al tope del diseño con la tecnología actual, por eso a pesar de ser parte importante de los sistemas de ataque, muy pocas naciones mantienen una flota debido a su costo.
Bombardero supersónico
Se diseñaron algunos modelos de bombarderos de gran velocidad, con una configuración alar en ala delta, con potentes motores de turbina y sistema de reabastecimiento aéreo de combustible para aumentar su alcance, que transportaban una bomba atómica de caída libre y luego transportaban misiles con ojivas nucleares. Durante la Guerra Fría se construyeron varios aviones bombarderos supersónicos, pero existen varios proyectos que no se lograron construir en serie, por falta de presupuesto económico y para favorecer la construcción de los nuevos misiles intercontinentales ICBM, embarcados en submarinos, barcos de guerra y almacenados en silos de lanzamiento, pero recientemente, con la aprobación de los tratados de limitación de armas estratégicas START II, para limitar el número de misiles, se iniciará un nuevo programa de desarrollo de aviones supersónicos, que van a reemplazar a los misiles en el futuro y serán el nuevo surgimiento de este tipo de aviones de diseño futurista, que estaban adelantados a su época.
Después de la experiencia acumulada en la guerra de Corea, donde varios bombarderos Boeing B-29 Superfortress fueron derribados fácilmente por los nuevos cazas con motores de turbina soviéticos Mikoyan-Gurevich MiG-15, que volaban más rápido y alto, por los temores de la Guerra Fría, se llegó a la conclusión de que era necesario fabricar un nuevo tipo de avión bombardero que pudiera alcanzar velocidad supersónica, para poder penetrar dentro del territorio enemigo y sobrevivir a los ataques de la artillería antiaérea, disparos de misiles enemigos y aviones caza de defensa, volando a gran altitud y velocidad, pero que también tendría capacidad para volar a baja altitud y mantener vuelos supersónicos, volando entre las montañas y con vuelos rasantes a nivel del mar, para no ser detectados por los radares enemigos y lograr -en teoría- realizar un ataque furtivo en las bases militares enemigas, antes del lanzamiento de los misiles intercontinentales ICBM, como una nueva forma de disuasión para mantener la paz, porque los misiles presentaban una opción muy peligrosa y podían ser detectados por radares de largo alcance, que provocarían el lanzamiento de los misiles ICBM del país atacado, en respuesta al ataque inicial.
Los proyectos para la construcción de aviones bombarderos supersónicos, también presentaban una buena posibilidad de efectuar la respuesta nuclear necesaria y medida, en caso de un ataque nuclear con misiles ICBM, porque estarían volando en forma permanente en misiones de patrulla sobre los cielos del país atacado, sobre países aliados y aguas internacionales en el océano Pacífico, Alaska y Noruega, al recibir la señal de atacar en forma automática por las primeras computadoras de batalla, porque su país fue atacado primeramente por los misiles ICBM de países enemigos o un ataque furtivo de otros aviones bombarderos, podían desviar su curso rápidamente y atacar al país enemigo, para efectuar misiones de ataque programadas previamente sobre objetivos enemigos, mientras los políticos llegaban a un acuerdo de paz, para evitar el aumento de la escalada militar, dejando un tiempo necesario para las negociaciones de paz entre los políticos y militares de los gobiernos en conflicto, en donde se podía incluir y negociar, una respuesta similar, para compensar el ataque inicial o recibir una nueva señal para suspender el ataque programado.
De esta manera, si una base militar era atacada, la respuesta prudente sería responder primeramente el ataque con aviones bombarderos supersónicos, en la misma proporción, para continuar con las negociaciones de paz, sin que ningún país se declare vencedor o intente imponer sus condiciones para la paz sobre el país agredido, algo que no se podía hacer con el lanzamiento de los misiles intercontinentales ICBM, que eran una respuesta muy peligrosa, con una propuesta de todo o nada, para destruir totalmente al país enemigo.
Estados Unidos fabricó el bombardero supersónico de peso medio Convair B-58 Hustler, con alas en forma ala delta. La Unión Soviética fabricó el bombardero supersónico pesado Tupolev Tu-22, con alas en forma de flecha para alta velocidad, y Francia el Dassault Mirage IV. Inglaterra tenía varios proyectos para construir aviones bombarderos supersónicos pesados, pero que no se lograron fabricar por falta de presupuesto económico y por la aparición de los nuevos misiles tácticos, pero logró construir en serie el proyecto del avión bombardero ligero SEPECAT Jaguar, que incluso se exportó con éxito a otros países, y el moderno bombardero de peso medio y alas de geometría variable Panavia Tornado, que finalmente reemplazó a los bombarderos estratégicos Avro Vulcan de la Royal Air Force y participaron con éxito en la Guerra del Golfo en 1991 y para mantener la zona de exclusión aérea sobre Libia en 2011.
Estados Unidos continuó con el proyecto del nuevo bombardero supersónico B-1 Lancer, los soviéticos con la mejora del bombardero supersónico pesado Tu-22, en el nuevo modelo Tu-22M con alas de geometría variable y finalmente, construyeron el más moderno bombardero supersónico pesado Tu-160, el más grande y rápido construido hasta la fecha.
Estados Unidos construyó el avión supersónico SR-71 como un avión de pruebas de nuevas tecnologías, que finalmente fue utilizado como un avión espía, pero que podía ser mejorado y adaptado, si era necesario, para misiones de bombardero supersónico en el futuro. La Unión Soviética tenía varios proyectos que no se lograron construir por su alto costo y los Estados Unidos suspendió el programa de construcción del bombardero supersónico XB-70 Valkyrie, por su alto costo de diseño, construcción y mantenimiento, un accidente en su vuelo de prueba y para favorecer su programa de misiles intercontinentales ICBM. Los soviéticos también suspendieron la construcción en serie del nuevo bombardero supersónico Sukhoi T-4, considerado la contrapartida soviética para enfrentar al nuevo bombardero Valkyrie.
Cazabombardero
Tomó el lugar de los bombarderos medianos, por ser más económico y debido a que la potencia de los motores actuales permite transportar una respetable cantidad de carga ofensiva, como bombas guiadas, misiles, además de tener aún agilidad y portar armas para combate aéreo, como cañones y misiles "aire-aire" de corto, medio y largo alcance, para entablar combates aéreos contra otros aviones caza. Puede recibir reabastecimiento aéreo de combustible y transportar tanques de combustible externos para aumentar su alcance.
Los cazabombarderos son más maniobrables y versátiles que los anteriores bombarderos supersónicos para misiones de combate en todo tipo de clima, día y noche, penetración profunda dentro de territorio enemigo, ataque naval con vuelos rasantes sobre el mar, y para lanzar misiles "aire-superficie" navales antibuque. Son más económicos, de fácil mantenimiento y bajo costo de operación por hora de vuelo, comparados con los primeros aviones bombarderos supersónicos, se pueden ofrecer a la venta a otros países como un caza polivalente de diseño multipropósito, con mejor actuación de vuelo a media y baja altitud, donde el aire es más denso, húmedo y pesado. Pueden aterrizar en pistas cortas de aeropuertos convencionales, carreteras y bases aéreas militares sin pistas de aterrizajes especiales.

## El bombardero en la fuerza aérea actual
A pesar de que al nacer, se presentó como un arma indispensable para neutralizar las defensas enemigas y sus centros productivos, hoy en día, el bombardero en sí, ha pasado a tomar un rol secundario para la mayoría de los países, los cuales se han concentrado en tener fuerzas armadas más disuasivas que eviten ir a enfrentamientos en territorio enemigo.

### Bombardeo masivo contra bombardeo selectivo

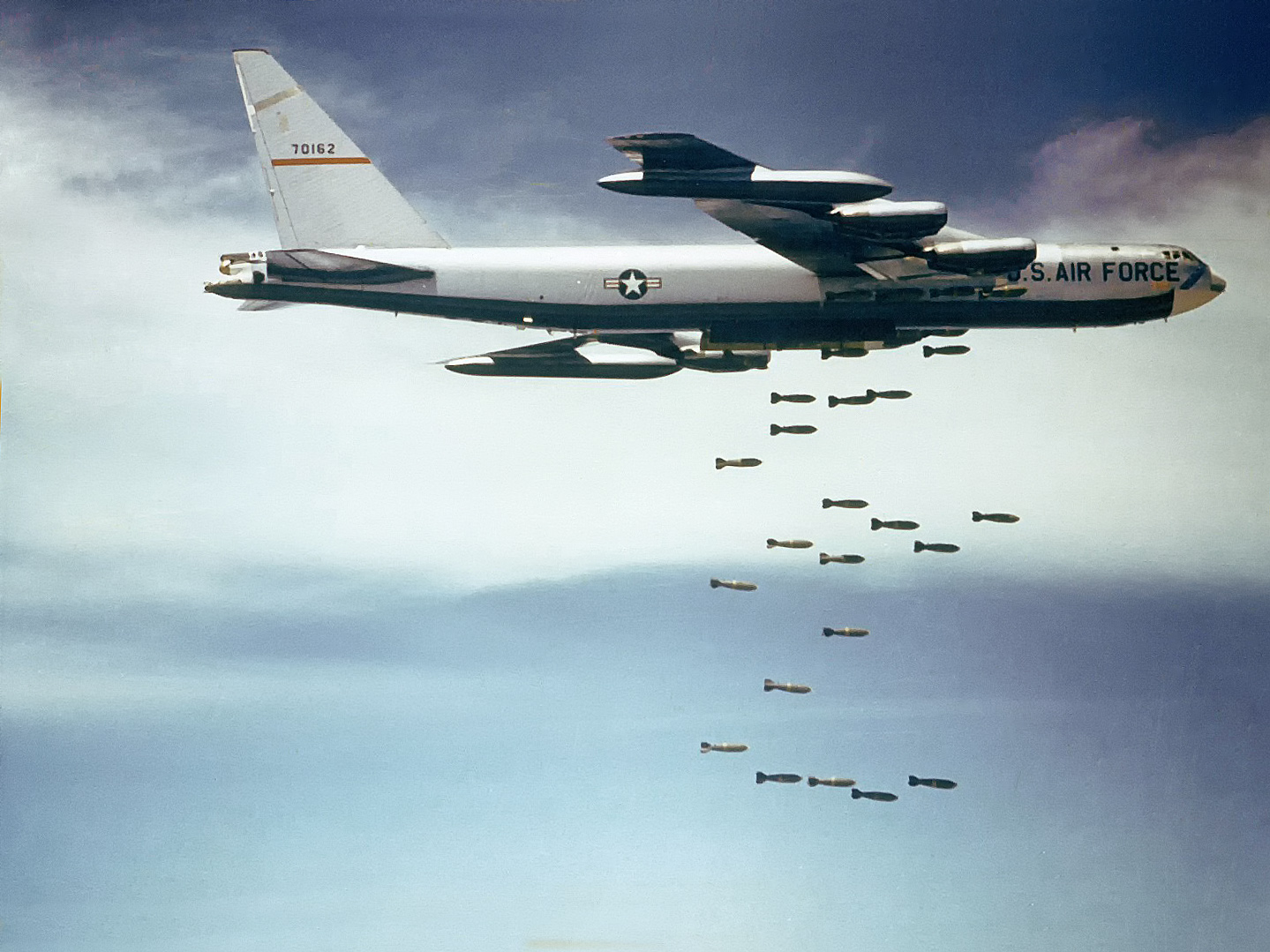
B-52F realizando un bombardeo masivo sobre territorio enemigo durante la guerra de Vietnam.

Con las continuas mejoras tecnológicas, en cuanto a obtención de información del campo de batalla y precisión en el lanzamiento de municiones, las fuerzas armadas han optado por cambiar sus doctrinas para la eliminación de objetivos, teniendo en cuenta los daños colaterales que pueden acarrear los ataques. Por ejemplo, el bombardeo masivo implica una gran exposición al fuego enemigo, grandes cantidades de material lanzado y resultados inciertos. Fue ampliamente usado por Estados Unidos en campañas como la de Vietnam y, sin embargo, los resultados obtenidos no eran finalmente los esperados, debido a lo distinto del enemigo que se presentaba.
Actualmente, se prefieren los bombardeos de precisión o ataques quirúrgicos, donde se escoge uno o varios blancos que pueden ser desde edificios completos hasta un simple auto y destruirlo, perjudicando lo menos posible a los elementos que lo rodean. Para esto se utilizan sistemas de guía satelital GPS o dispositivos de puntería láser. Ejemplo de ello fueron los ataques a los palacios de Bagdad, los cuales a pesar de estar totalmente destruidos en el interior, conservaban sus fachadas relativamente intactas.

### ¿El fin del bombardero pesado?
Hoy se ha llegado a un límite en cuanto a alcance de vuelo, dado solamente por la resistencia de los pilotos; además el uso de misiles intercontinentales ICBM evita exponer material bélico de alto costo y tripulaciones a peligros. Por estas razones y debido al alto costo en desarrollo que significa el reemplazo de las aeronaves que hay en servicio actualmente, solamente las superpotencias militares como Rusia y Estados Unidos poseen bombarderos pesados de largo alcance.
De hecho, Estados Unidos ha mantenido de momento su flota de B-52. Además el bombardero furtivo B-2 es un avión relativamente nuevo, al que todavía le queda una larga vida en servicio, aunque su hora de vuelo y mantenimiento es de muy alto costo, y recientemente, se han utilizado misiles crucero BGM-109 Tomahawk, lanzados desde fragatas misileras, antes que una nueva revolución tecnológica lo pueda reemplazar.